# Periklís Ilías
Periklís Ilías (en grec moderne : Περικλής Ηλίας), né le 26 juin 1986 à Athènes, est un coureur cycliste grec.

## Palmarès en VTT
- 2003
  -  Champion des Balkans de cross-country juniors
- 2005
  -  Champion de Grèce de cross-country
- 2006
  -  Champion des Balkans de cross-country espoirs
  -  Champion de Grèce de cross-country
  -  Médaillé d'argent du championnat des Balkans de cross-country
- 2007
  -  Champion des Balkans de cross-country espoirs
  -  Champion de Grèce de cross-country
- 2009
  -  Champion de Grèce de cross-country
- 2010
  -  Champion de Grèce de cross-country
- 2011
  -  Champion de Grèce de cross-country
- 2012
  -  Champion du monde de cross-country marathon
- 2013
  -  Champion de Grèce de cross-country
- 2014
  -  Champion de Grèce de cross-country
- 2015
  -  Champion de Grèce de cross-country marathon
  - 2e du championnat de Grèce de cross-country
- 2017
  -  Champion de Grèce de cross-country marathon
  - 2e du championnat de Grèce de cross-country
- 2018
  - 2e du championnat de Grèce de cross-country
- 2021
  -  Champion de Grèce de cross-country
  -  Champion de Grèce de cross-country marathon
  -  Champion de Grèce de cross-country eliminator
- 2022
  -  Champion de Grèce de cross-country
  -  Champion de Grèce de cross-country marathon
- 2023
  -  Champion de Grèce de cross-country marathon
- 2024
  -  Champion de Grèce de cross-country

## Palmarès sur route

### Par années
- 2007
  -  Champion de Grèce sur route
- 2008
  - 2e étape du Tour of Halkidiki
- 2010
  - 3e du championnat de Grèce sur route
- 2012
  - 3e étape du Tour de Grèce
- 2019
  - 3e du championnat de Grèce sur route
- 2020
  -  Champion de Grèce sur route
  - 2e du championnat de Grèce du contre-la-montre
- 2023
  - 3e de la Syedra Ancient City
  - 3e du Tour d'Albanie

### Classements mondiaux
| Année                                 | 2006  | 2007 | 2008 | 2009 | 2010 | 2011 | 2012 | 2013 | 2014 | 2015 | 2016 | 2017  | 2018 | 2019  | 2020 | 2021 | 2022 | 2023 | 2024  |
| ------------------------------------- | ----- | ---- | ---- | ---- | ---- | ---- | ---- | ---- | ---- | ---- | ---- | ----- | ---- | ----- | ---- | ---- | ---- | ---- | ----- |
| Classement mondial                    |       |      |      |      |      |      |      |      |      |      | nc   | 1785e | nc   | 1084e | 349e | nc   | 661e | 688e | 1114e |
| UCI Europe Tour                       | 1162e | 420e | 686e | nc   | 685e | nc   | 652e | nc   | nc   | nc   | nc   | 1128e | nc   | 768e  | 286e | nc   | 508e | nc   | nc    |
| UCI Asia Tour                         | nc    | nc   | nc   | nc   | nc   | nc   | nc   | 315e | nc   | nc   | nc   | nc    | nc   |       |      |      |      |      |       |
| UCI Africa Tour                       | nc    | nc   | nc   | nc   | nc   | nc   | 84e  | nc   | nc   | nc   | nc   | nc    | nc   |       |      |      |      |      |       |
|                                       |       |      |      |      |      |      |      |      |      |      |      |       |      |       |      |      |      |      |       |
| Légende : nc = non classéSource : UCI |       |      |      |      |      |      |      |      |      |      |      |       |      |       |      |      |      |      |       |